# Baba Wida

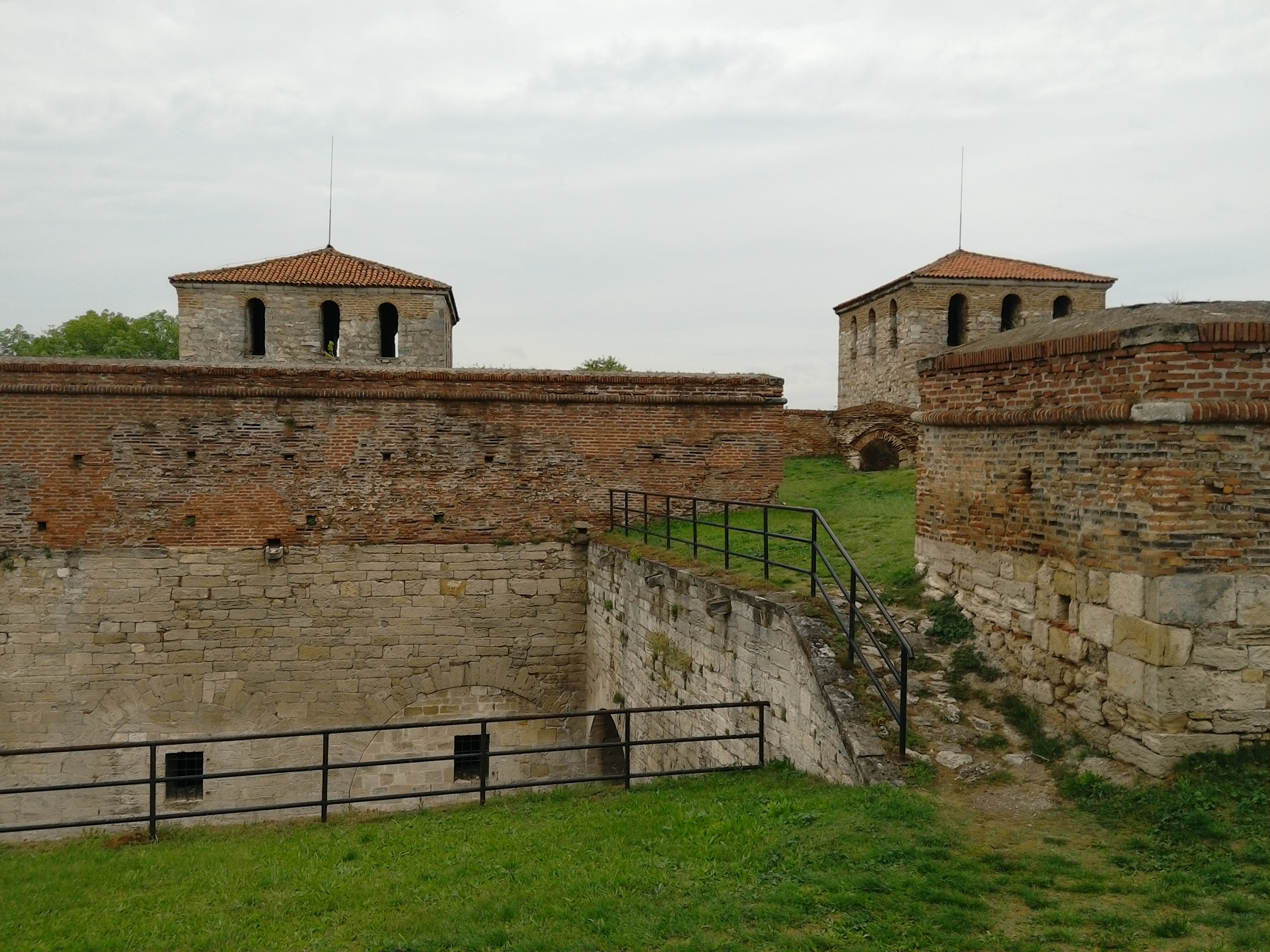
Twierdza wewnątrz

Baba Wida (bułg. Баба Вида) – średniowieczna twierdza w mieście Widyń w północno-zachodniej Bułgarii.
Jest to jedyna dobrze zachowana twierdza w Bułgarii. Znajduje się w Widyniu nad brzegiem Dunaju, w północno-zachodniej Bułgarii. Na terenie twierdzy znajduje się osiem wież obronnych, cztery narożne, trzy wieńczące boki umocnień oraz potężnie ufortyfikowana wieża nad bramą. Fosa wokół twierdzy ma 4 m głębokości i około 6 m szerokości. Od 1958 roku jest udostępniona do zwiedzania. W twierdzy znajdowało się więzienie, a teraz prezentuje się odwiedzającym przedmioty tortur. Od 1964 roku znajduje się tu teatr letni (na 350 miejsc). Zamek był naturalnym planem filmowym (w zamku i okolicach nakręcono ponad 50 filmów bułgarskich i zagranicznych) i teatralnym, a także miejscem innych wydarzeń kulturalnych. W 1964 roku twierdza została uznana za zabytek o znaczeniu narodowym i kulturowym.

## Historia
Widyń powstał na miejscu dawnej celtyckiej wioski Dounonia. Rzymianie zbudowali tam miasto o nazwie Bononia przez Bułgarów nazwane Bdin lub Widin. Twierdza Baba Wida została zbudowana na fundamentach dawnej twierdzy Bononia prawdopodobnie pod koniec X wieku. Potem była wielokrotnie przebudowywana i rozbudowywana aż do XIV wieku, gdy stała się kwaterą główną i siedzibą lokalnych władców. Głównym zadaniem zamku miała być ochrona przebiegających tamtędy ważnych szlaków handlowych. Na przestrzeni wieków twierdza była wielokrotnie niszczona, odbudowywana i przebudowywana i wielokrotnie przechodziła z rąk do rąk. Władali nią kolejno Bułgarzy, Bizantyjczycy, Turcy i Habsburgowie. Okres rozkwitu Widynia nastąpił w XIV wieku, kiedy to miasto stało się stolicą tzw. carstwa widyńskiego, którym władał Ivan Stracimir. Jeszcze w tym samym wieku miasto zostało podbite i zajęte przez Turków. Obecny kształt nadano twierdzy na przełomie XVII i XVIII wieku, kiedy znajdowała się ona pod panowaniem Imperium Osmańskiego. W 1878 roku zakazano do niej wstępu, ponieważ była używana do celów wojskowych. Była wykorzystywana do końca XIX wieku, gdy mieściło się w niej więzienie i skład amunicji.

## Legenda
Według tradycji dawno temu żyły trzy siostry Gamza, Kuła i Wida. Ich ojciec był bogatym władcą i podlegały mu rozległe ziemie. Po jego śmierci majątek został podzielony na trzy części. Każda z sióstr zbudowała na swoich nowych terytoriach miasto, które nazwano od ich imion: Gamza – Gamzigrad, Kula – Kuła i Wida – Widyń. Dwie starsze siostry niestety źle wybrały mężów, którzy szybko stracili powierzone im ich dziedzictwo. Widząc to Wida oświadczyła, że znajdzie dla siebie idealnego mężczyznę. Mijały lata, a ona nie wychodziła za mąż. Zbudowała zamek dla siebie i swoich ludzi, aby bronić się przed atakami obcych. Po jej śmierci zamek nazwano Baba Wida.